# Convenção sobre configuração
Convenção sobre configuração ou programação por convenção (do inglês Convention over configuration - CoC) é um modelo de desenvolvimento de software que busca diminuir o número de decisões que os desenvolvedores precisam tomar. Visa ganhar simplicidade sem perder flexibilidade.
O bordão "convenção sobre configuração" essencialmente significa que o desenvolvedor precisa de definir apenas aspectos não convencionais da aplicação. Por exemplo, podemos adotar uma convenção de nomes, nas quais o nome da tabela no banco de dados será sempre o plural da classe persistente. Se existe uma classe "Venda" no modelo, a tabela correspondente no banco de dados será chamada, por padrão, "vendas". Somente no caso de alguém se desviar deste modelo tornar-se-ia necessário escrever código específico relacionando a classe a tabela, como se se resolvesse chamar a tabela "produtos_vendidos".
Quando a convenção implementada pela ferramenta que se utiliza corresponde ao comportamento desejado, o desenvolvedor gasta menos esforço (ou não há sequer esforço) na redação de arquivos de configuração. Somente se o comportamento desejado for distinto da convenção implementada é que se torna necessário elaborar configurações.
Esta visão permite ao programador trabalhar num nível maior de abstração sem a necessidade da criação de uma camada de abstração.

## References
1. ↑  MASSOL, Vincent, ZYL, Jason van. Better Builds with Maven. How to Guide for Maven 2.0. Mergere Library Press, 2006.